# Tholoarctus
Genre
Tholoarctus est un genre de tardigrades de la famille des Styraconixidae. 

## Liste des espèces
Selon Degma, Bertolani et Guidetti, 2016 :
- Tholoarctus natans Kristensen & Renaud-Mornant, 1983
- Tholoarctus oleseni Jørgensen, Boesgaard, Møbjerg & Kristensen, 2014

## Publication originale
- Kristensens & Renaud-Mornant, 1983 : Existence d'arthrotardigrades semi-benthiques de genres nouveaux de la sous-famille des Styraconyxinae subfam. nov. Cahiers de Biologie Marine, vol. 24, no 3, p. 337-353.